# Suisse aux Jeux olympiques d'hiver de 2026
La Suisse participera aux Jeux olympiques d'hiver de 2026 à Milan et Cortina d'Ampezzo, en Italie, du 6 au 22 février 2026. Ce sera sa vingt-cinquième participation aux Jeux d'hiver.

## Médaillés
| Sport | Discipline | Athlète(s) | Performance | Date |
| ----- | ---------- | ---------- | ----------- | ---- |
|       |            |            |             |      |

| Sport | Discipline | Athlète(s) | Performance | Date |
| ----- | ---------- | ---------- | ----------- | ---- |
|       |            |            |             |      |

| Sport | Discipline | Athlète(s) | Performance | Date |
| ----- | ---------- | ---------- | ----------- | ---- |
|       |            |            |             |      |

## Épreuves

### Curling
Swiss Olympic annonce la sélection des curleurs le 19 juin 2025.

#### Tournoi masculin
| Position   | Nom                    |
| ---------- | ---------------------- |
| Fourth     | Benoît Schwarz         |
| Skip       | Yannick Schwaller (en) |
| Second     | Sven Michel            |
| Lead       | Pablo Lachat (en)      |
| Remplaçant |                        |
| Entraîneur | Håvard Vad Petersson   |

#### Tournoi féminin
| Position    | Nom                    |
| ----------- | ---------------------- |
| Fourth      | Alina Pätz             |
| Skip        | Silvana Tirinzoni      |
| Second      | Carole Howald          |
| Lead        | Selina Witschonke (en) |
| Remplaçante |                        |
| Entraîneur  | Pierre Charette        |

#### Tournoi mixte
La Suisse obtient son billet pour les Jeux olympiques grâce à une huitième place au classement qualificatif à l'issue des championnats du monde 2025 .
| Position   | Nom                            |
| ---------- | ------------------------------ |
| Homme      | Yannick Schwaller              |
| Femme      | Briar Schwaller-Hürlimann (en) |
| Entraîneur |                                |